# Paratsepinite-Na
La paratsepinite-Na è un minerale.